# Osama Al-Shanquiti
Osama Al-Shanquiti –en árabe, أسامة الشنقيطي– es un deportista saudita que compitió en atletismo adaptado. Ganó dos medallas en los Juegos Paralímpicos de Pekín 2008.

## Palmarés internacional
| Juegos Paralímpicos | Juegos Paralímpicos | Juegos Paralímpicos | Juegos Paralímpicos   |
| Año                 | Lugar               | Medalla             | Prueba                |
| ------------------- | ------------------- | ------------------- | --------------------- |
| 2008                | Pekín (China)       | Medalla de oro      | Triple salto F12      |
| 2008                | Pekín (China)       | Medalla de plata    | Salto de longitud F12 |